# Quatre Bornes
Quatre Bornes är en ort i Mauritius.   Den ligger i distriktet Plaines Wilhems, i den västra delen av landet, 11 km söder om huvudstaden Port Louis. Quatre Bornes ligger 335 meter över havet och antalet invånare är 80 961. Den ligger på ön Mauritius.
Terrängen runt Quatre Bornes är kuperad västerut, men österut är den platt. Runt Quatre Bornes är det ganska tätbefolkat, med 93 invånare per kvadratkilometer. Närmaste större samhälle är Port Louis, 11,5 km norr om Quatre Bornes. Omgivningarna runt Quatre Bornes är en mosaik av jordbruksmark och naturlig växtlighet.